# 丰前田
丰前田（ぶぜんだ，buzenda）为日本山口县下关市內之町名。山口县最大的饮食店・娱乐场所等之集中地。丰前田町2丁目附近有具有下关特色的居酒屋和卡拉ＯＫ店等。

## 主要设施
公共设施

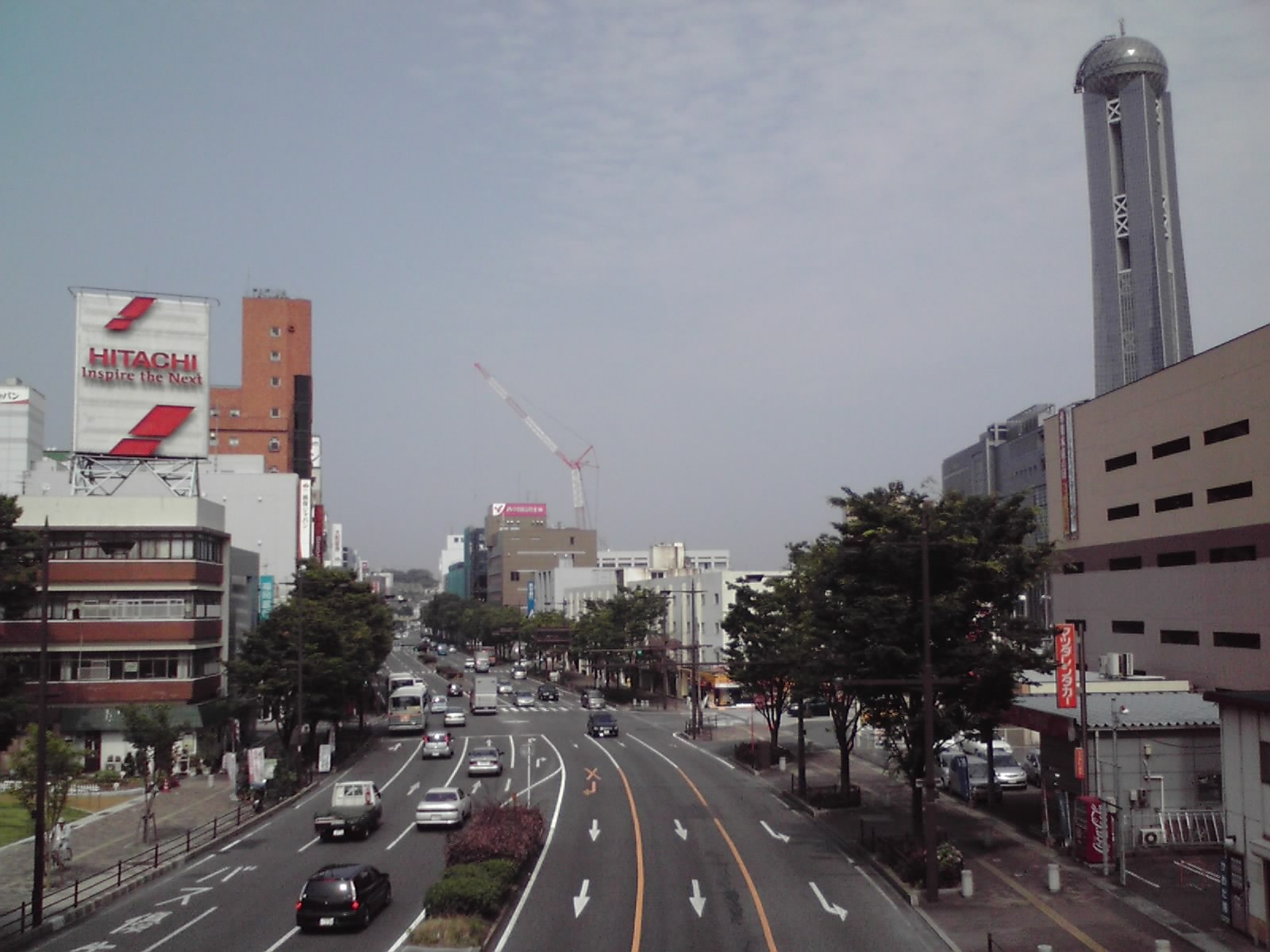
下关市丰前田町

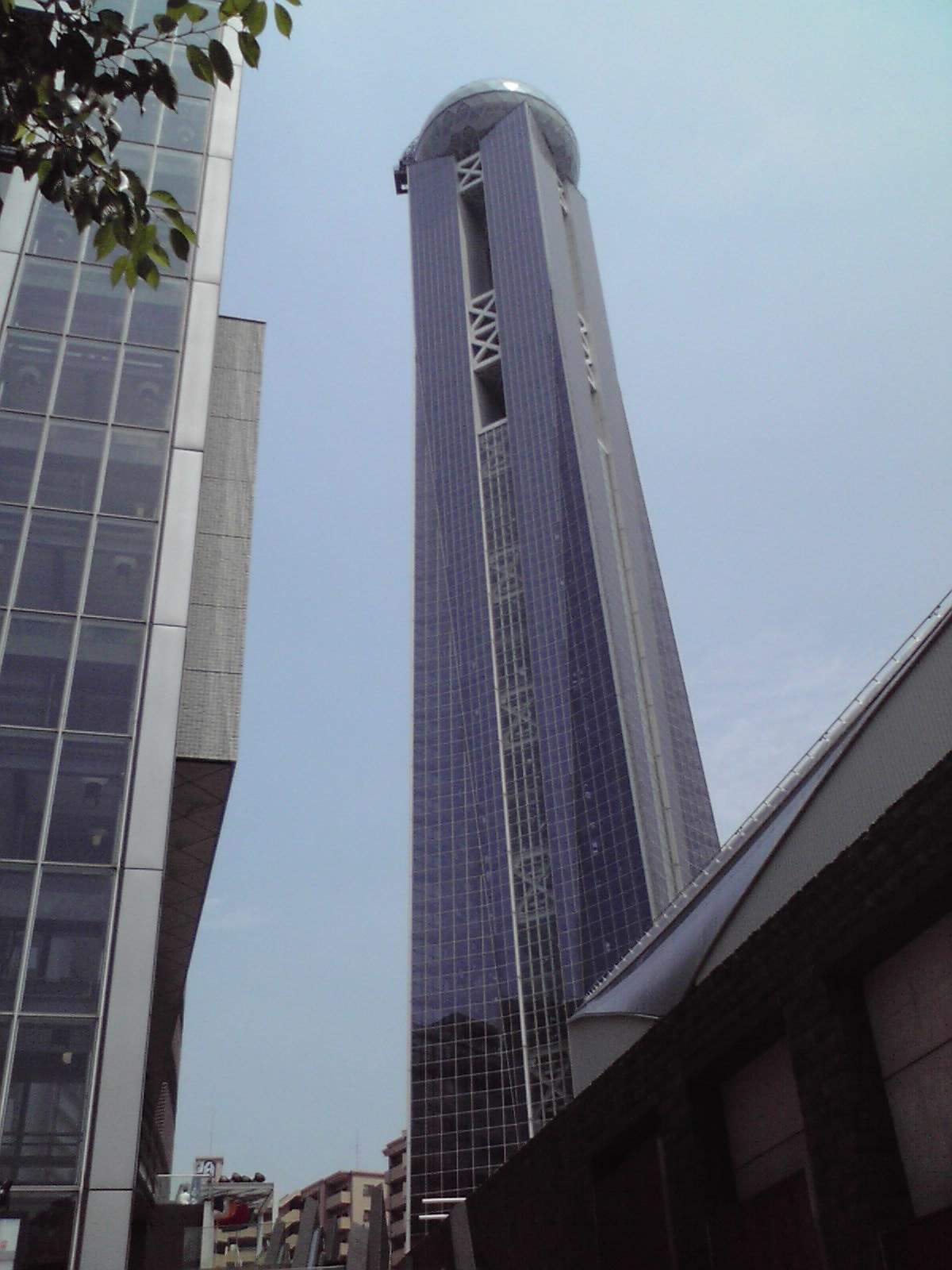
海峡梦塔（Kaikyo Yume Tower, 153米）

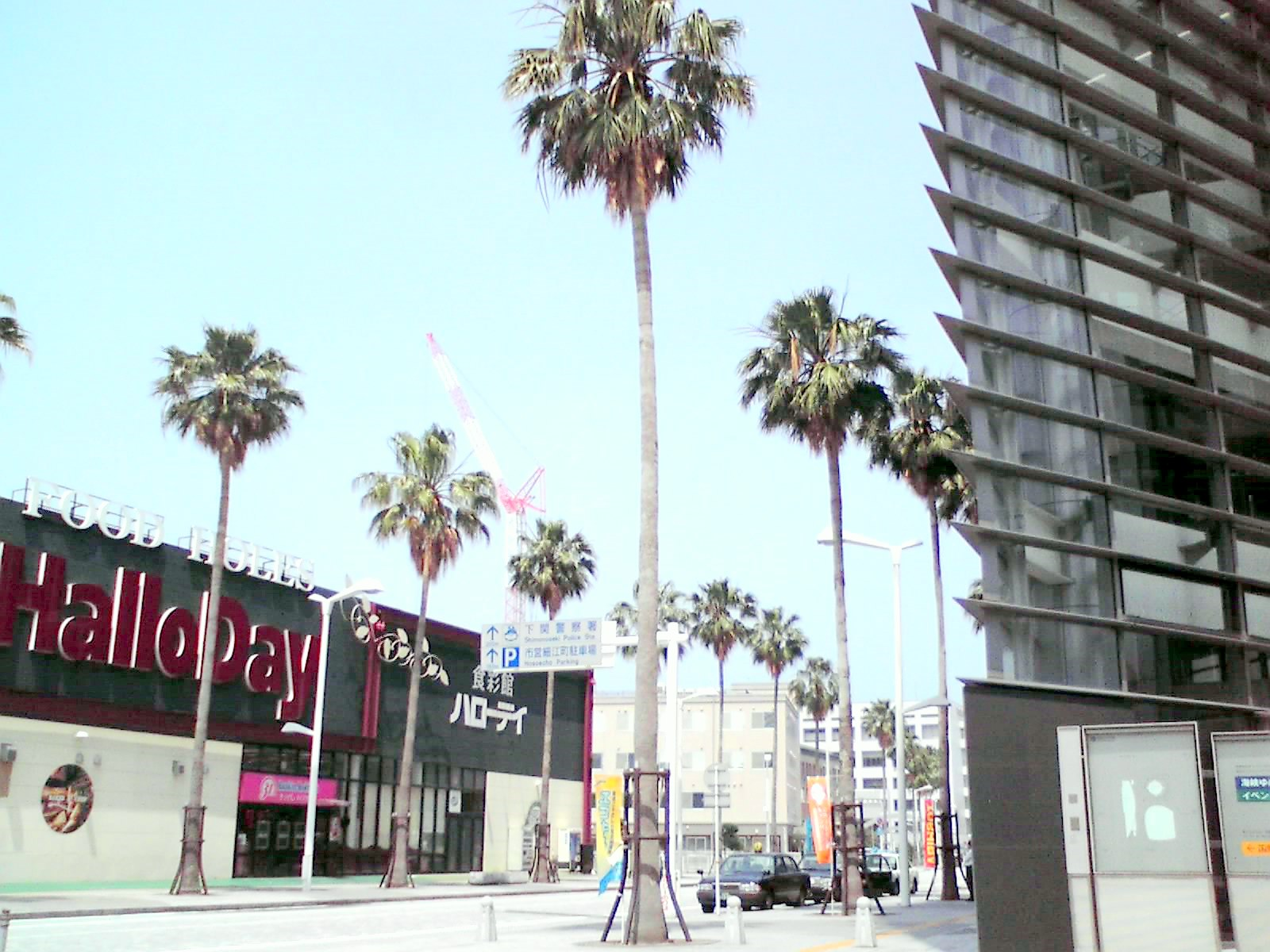
丰前田町3丁目附近

- 山口县国际综合中心（海峡messe下関・海峡梦塔・海峡ゆめ広場）
  - JETRO山口（Japan External Trade Organization）
  - 下关护照中心
  - 山口县日中经济交流促进协会
- 下关丰前田邮局   等

购物/饮食
- 丰前田商店街（晋作通り） - 商店街距离下关站仅5分钟路程。
- Halloday海峡梦塔前店（超市）
- EDION下関店（大型电器店）
- DAISO EDION下関店（百元店） 等

娯楽场所
- SHiDAX下关丰前田俱乐部（卡拉OK店） 等

企业
- ワイエム证券（YM Securities）总部  （山口县国际综合中心）
- 西中国信用金库总部
- 西京银行下关支店
- 十八银行下关支店
- 福冈银行下关支店
- 日本财产保险公司（Sompo Japan）下关大厦
- 郵貯銀行山口地域中心（山口县国际综合中心）
- NHK下关分社（山口县国际综合中心）
- yab山口朝日放送下关分社（山口县国际综合中心）   等

酒店
市内的大部分酒店和经济型宾馆主要都集中在下关站地区和唐户地区。
- 东横INN下关站东口  等

## 节日庆典
- 下关海峡节（5月）
- 马关节（8月）
- 下关海响马拉松赛（11月）

## 交通
铁路
- 最接近的铁路车站是JR下关站。

公交车
- SANDEN交通（公交车站名：丰前田）

国际飞船
- 下关港国际客运站（Shimonoseki Port International Terminal），前往中华人民共和国山东省青岛、江苏省苏州太仓和韩国釜山的渡轮航行。

## 相关作品
- Chirusoku no Natsu（2003年） 导演：佐々部清

## 关联项目
- 下关市
- JR下关站
- JR新下关站
- 唐户